# Alžbětin most (Budapešť)

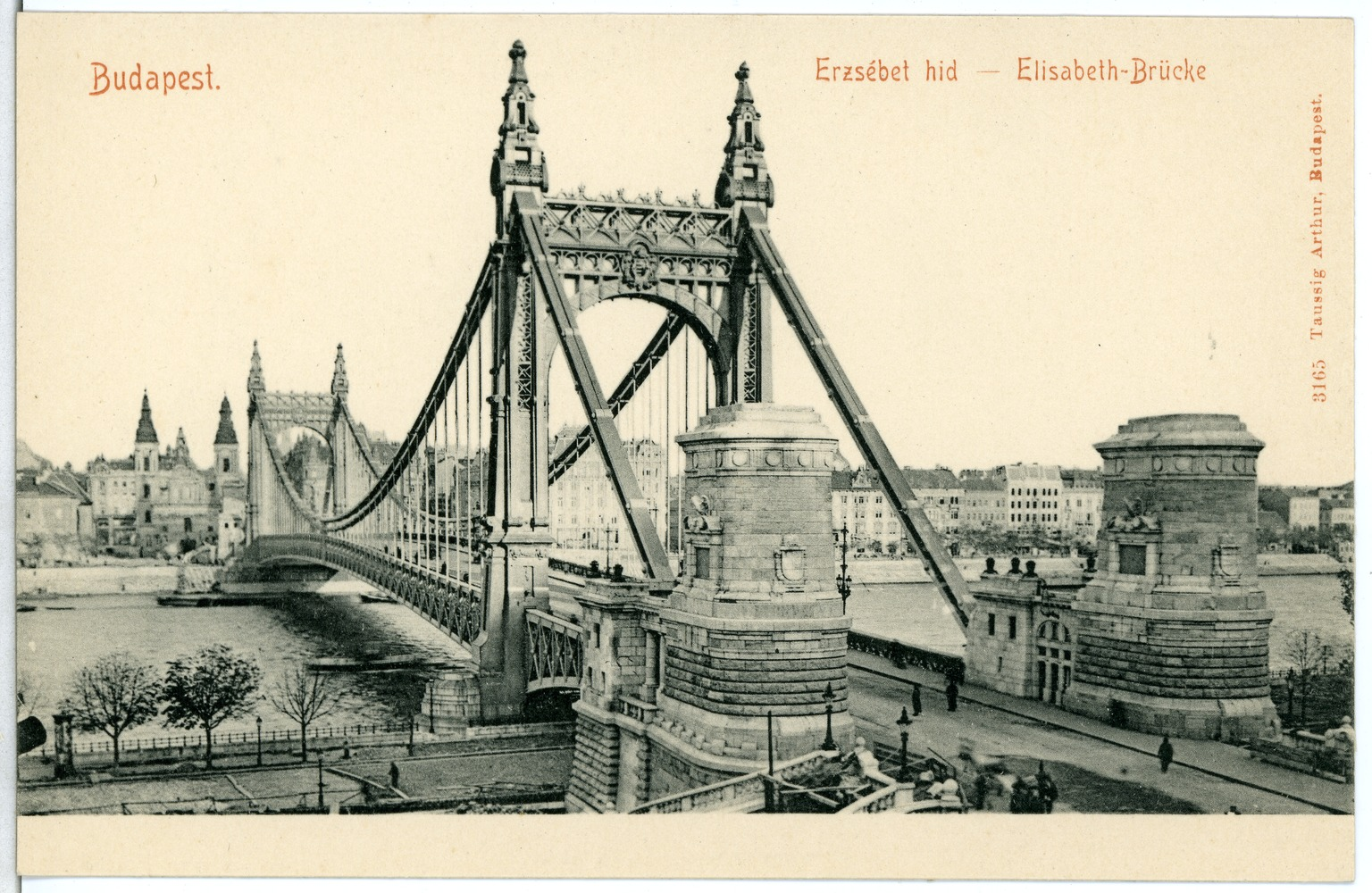
Most na historické pohlednici.

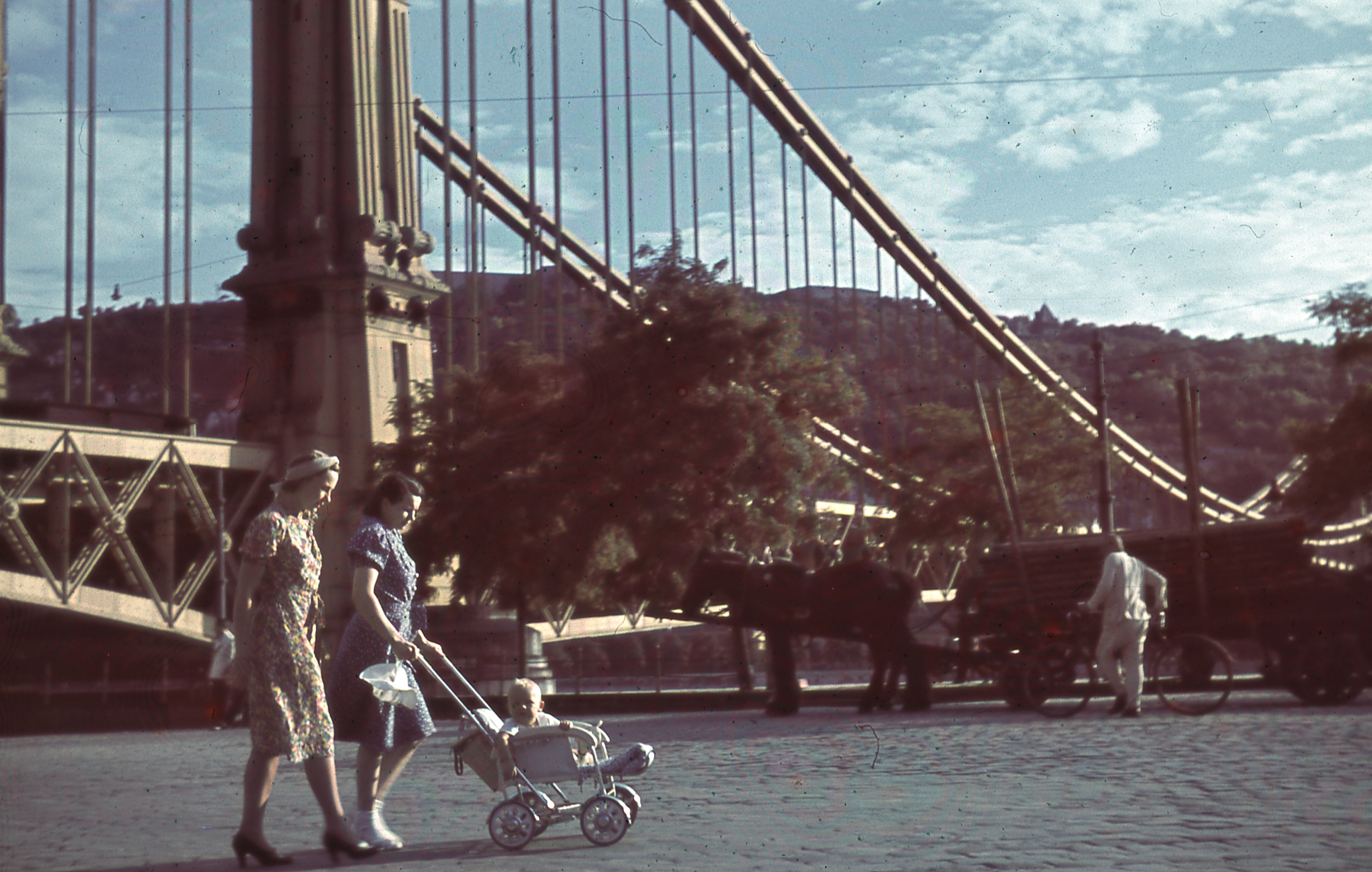
Most v roce 1943, dva roky před destrukcí.

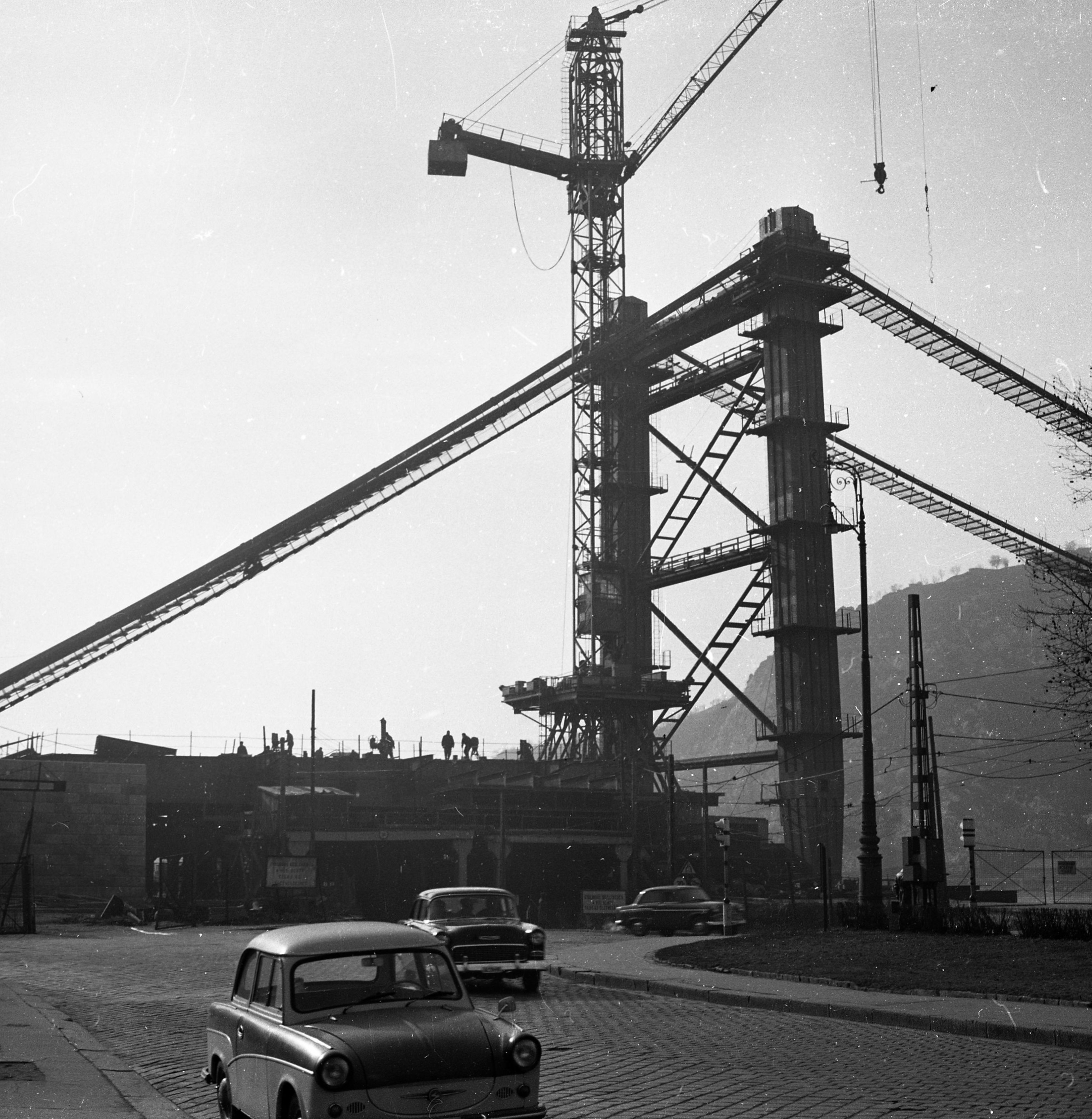
Most v 60. letech 20. století, jeho opětovná výstavba.

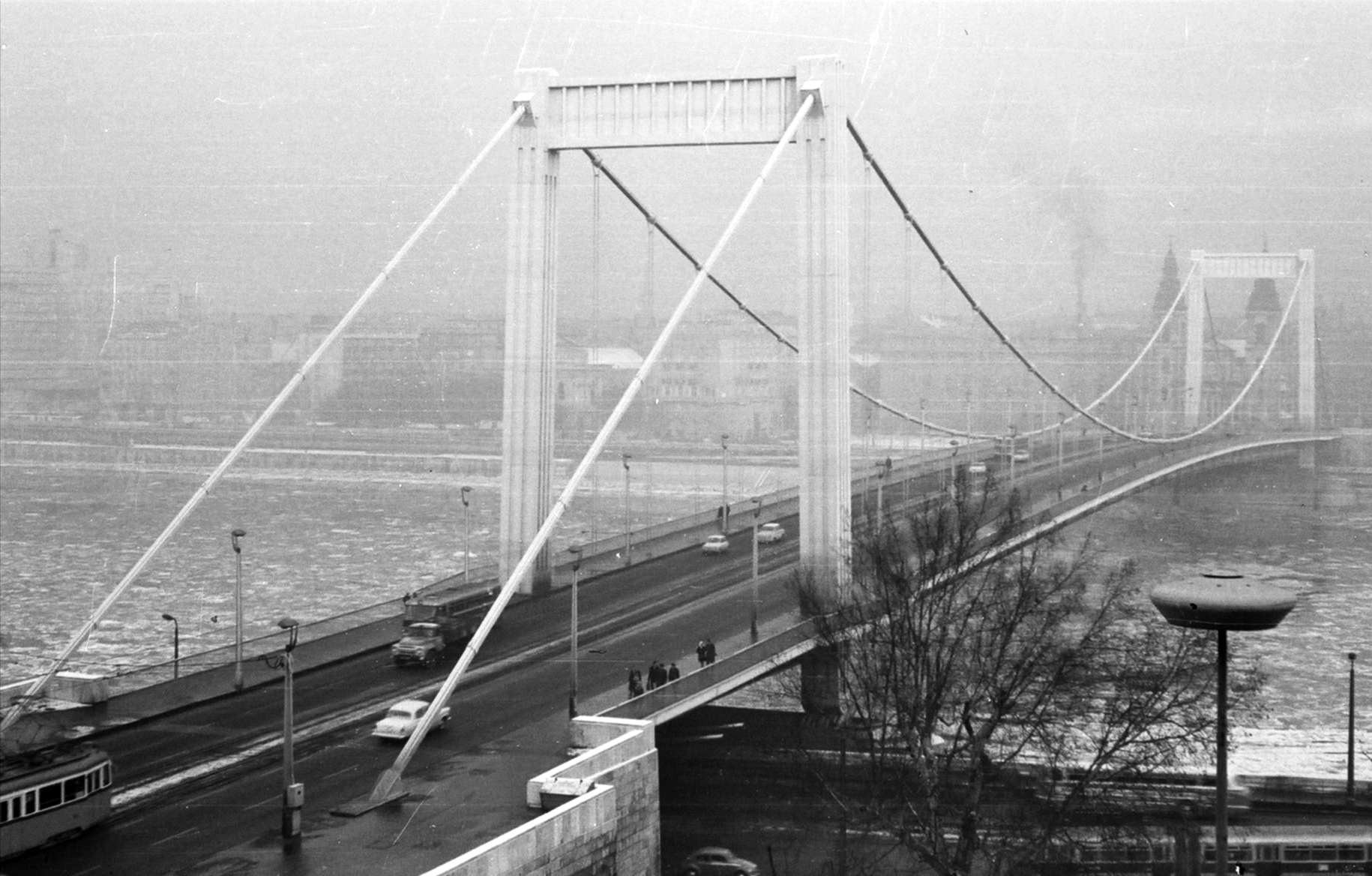
Most na historické fotografii.

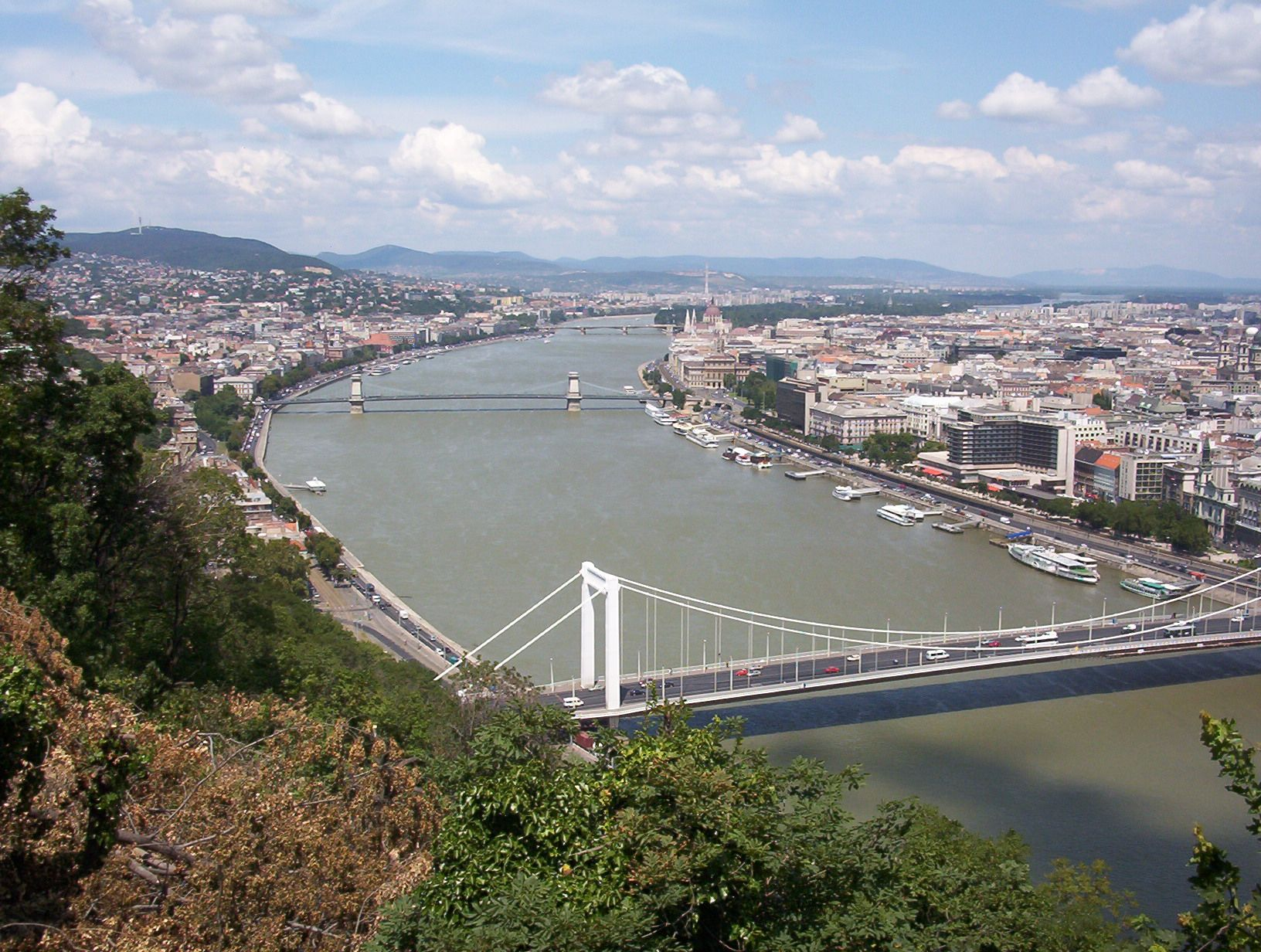
Pohled na Budapešť, v popředí Alžbětin most

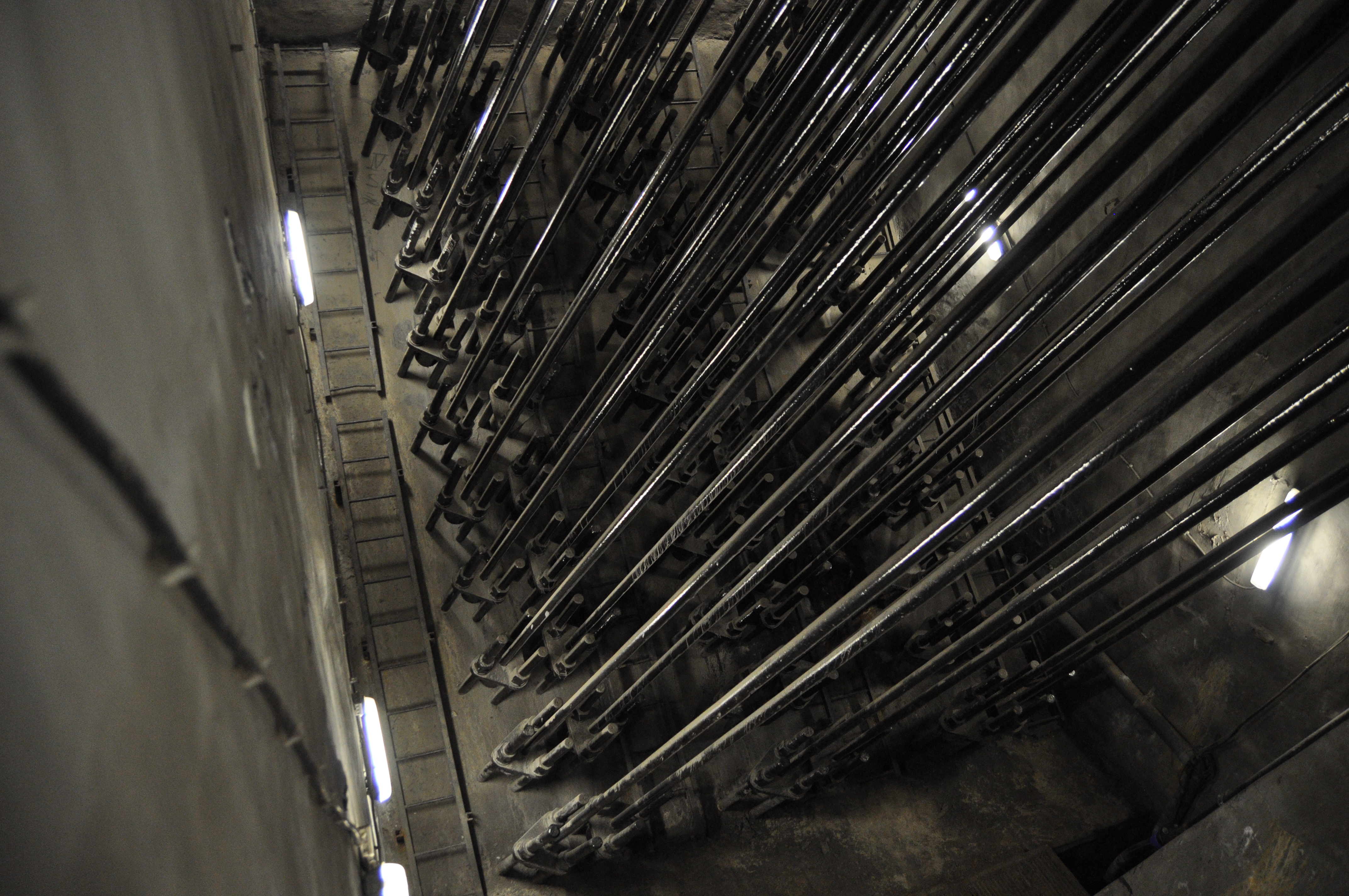
Ukotvení lan.

Alžbětin most (maďarsky Erzsébet híd) je most přes řeku Dunaj v Budapešti, hlavním městě Maďarska. Ocelový visutý most patří k těm novějším ve městě.

## Název
Most je pojmenován podle Alžběty Bavorské, známé také jako Sissi, choti rakouského císaře a uherského krále Františka Josefa I. Nedaleko mostu je v parku umístěna její bronzová socha. Stojí zde od meziválečného období; v roce 1945 byla poničena za války, následně opravena a v roce 1953 odstraněna a potom roku 1957 navrácena zpět.
Most nesl v dobře přípravy název Eskütéri híd, a to podle náměstí Eskü tér na pešťské (východní straně), dnešní náměstí 15. března. Ten současný získal hned po svém otevření.

## Popis a technické parametry
Jeho šířka činí 27,55 m, z toho 18,2 m připadá na jízdní dráhu a 4,45 m na dva chodníky. Vozovka mostu má šest jízdních pruhů, z obou stran jsou potom chodníky. Je dlouhý 378,6 metrů a vysoký 27,1 metrů; stožáry mají výšku 48 metrů. Jednotlivá lana, na kterých je most zavěšen, mají šestiúhelníkový průřez. Má tři mostní pole; zavěšené centrální o délce 290 m a dvě boční dlouhá 44 metrů, která přiléhají z budínské a pešťské strany k oběma stožárům.
Hmotnost celé konstrukce činí 6 300 tun; v případě původního mostu (do roku 1945) to bylo 11 700 tun, tedy téměř dvakrát tolik.
Na západní (budínské straně) most ústí do ulice Hegyalja utca a na straně východní potom do ulice Kossutha Lajose. U mostu končí na pešťské straně tzv. Dunjské korzo (Dunakorzó).
Most má moderní slavnostní osvětlení, které navrhl japonský umělec a které slouží od roku 2009.
Pod mostem se potok Ördög-árok vlévá do Dunaje.
Na jižní straně mostu (z budínské strany) je ještě umístěna pamětní deska věnovaná tvůrcům mostu.

## Historie

### Výstavba prvního mostu
Zisk z mýtného z existujících přemostění veletoku se využil na vznik dvou nových staveb; tohoto mostu a ještě jižněji položeného mostu Svobody. Na rozdíl od uvedeného ale Alžbětin most vznikal pomaleji, což lze doložit i dobovými plány Budapešti, kde se Alžbětin most v podstatě v projektované podobě neobjevoval. Roku 1885 předložil József Hubenay vznik přemostění Dunaje v tomto místě poprvé. Projekt mostu a jeho podoba byly ale značně omezeny podmínkami na obou stranách řeky. Na straně budínské bylo možné most zaústit relativně bez větších omezení (prostor umožnila také regulace budínského břehu řeky, která proběhla o několik desítek let dříve), na straně pešťské nicméně prostor pro výstavbu vhodného prostranství chyběl. Po nějakou dobu byla proto diskutována možnost vzniku mostu pouze pro pěší, případně pro tramvaje. Finální rozhodnutí padlo v roce 1893.
Před výstavbou mostu byla sestavena mezinárodní komise, ke které bylo přihlášeno celkem 53 návrhů, jak by měla nová stavba přes Dunaj vypadat. Přihlásilo se celkem 74 účastníků, z toho 16 bylo maďarských; největší počet byl z USA. Jednalo se do značné míry o týmy, proto bylo jejich číslo vyšší, než byl počet návrhů. Vítězný návrh, který vypracoval Julius Kübler byl sice oceněn, nicméně se ukázalo, že je z hlediska tehdejších možností rakousko-uherského průmyslu neproveditelný, resp. že neexistovala žádná továrna, která by dokázala vyrobit potřebná lana. V souvislosti s tím na oddělení výstavby mostů Ministerstva obchodu Zalitavska, vypracovali Aurél Czekelius a Antal Kherndl nový projekt řetězového mostu. Historizující most měl nápadné vstupní brány se stožáry umístěnými na obou březích řeky. Byl zde značný počet dekorativních prvků. Na obou stranách měly být umístěny jezdecké sochy; na budínskou ale nikdy nebyly osazeny. Mostovka byla mírně zdvižená ve své centrální části.
Stavba byla na západní (budínské) straně zasazena na náměstí Döbrentei tér s parkovou úpravou a na straně východní, tj. pešťské na náměstí Eskü tér při budově Chrámu Nanebevstoupení Panny Marie na Starém městě (maďarsky Budapest-Belvárosi Nagyboldogasszony). Z počátku na něm nejezdily tramvaje, tramvajové trati byly umístěny ale po obou nábřežích, takže bylo možné k mostu tramvají dojet a přejít jej.
Most byl budován mezi lety 1897 a 1903. Změnit se muselo okolí rostoucí stavby; stržena byla historická pešťská radnice, která stála v cestě budoucí ulice. Při stavbě se ukázalo, že jedna z jeho částí se začala pohybovat, a tak musela být následně vyztužena a upevněna betonovým blokem. Důvodem bylo pronikání teplých pramenů, které oslabily podloží a jeden ze stožárů se posunul o 3,3 cm. Poprvé byla použita ocel původem z Siemensovy-Martinovy pece. Dodavatelem stožárů byly strojírny státních drah MÁV, řetězy potom zajistily ocelárny z Diósgyőru u Miskolce. Slavnostní otevření se konalo dne 10. října 1903. Mostní pole o délce 290 metrů bylo ve své době rekordní (udrželo si tuto pomyslnou trofej až do roku 1926, kdy bylo překonáno novým mostem v Brazílii). Na podpůrné konstrukce bylo využito téměř 12 000 m3 dřeva.
O výstavbu mostu se zajímal i tehdejší rakousko-uherský císař František Josef I., především ho zaujal fakt, že most nemá umístěné žádné pilíře založené na dunajském dně. Tento fakt je ale možný především z toho důvodu, že zvolené místo pro výstavbu mostu bylo nejužším místem údolí veletoku v celé metropoli Zalitavska.
Původně měl most dřevěnou vozovku, její životnost však byla velmi krátká a musela být pravidelně obnovována, nakonec byl most vydlážděn. Důvodem nebylo ani tak opotřebování dřevěné vrstvy, jako spíš nedostatek dřeva v době krátce po první světové válce.
Po smrti Alžběty Bavorské v roce 1898 probíhala v Budapešti diskuze o vzniku památníku, který by choť císaře připomínal. V roce 1900 padla volba na jedno z předmostí Alžbětina mostu, nicméně teprve až v roce 1919 se na pátý pokus podařilo zvolit vhodný návrh. Ten vypracoval sochař György Zala. Slavnostní odhalení památníku se ale uskutečnilo až po dalších 13 letech.
V roce 1914 byla na mostě položena tramvajová trať a od roku 1928 po něm jezdily i autobusy.

### Zničení za druhé světové války
Most sloužil až do závěru druhé světové války. Během budapešťské operace byl nicméně nenávratně poškozen. Do povětří jej vyhodila stahující se německá armáda dne 18. ledna 1945. Nálože byly umístěny na lana na severní a jižní straně mostu blíže k budínskému předmostí; explodovala nicméně pouze ta jižní, na severní byly nalezeny výbušniny v původním stavu.
Některé prvky starého mostu byly z trosek zachráněny a dnes jsou vystaveny v dopravním muzeu Budapešti. Při výbuchu došlo k přetržení lan a západní stožár se zřítil do řeky.
Východní (pešťský) stožár naopak zůstal pevně stát. On a navazující východní část mostu po nějakou dobu sloužily jako konečná stanice pro tramvaje, které se v tomto místě otáčely (neboť původní trať zde byla přerušena). Konstrukce stožáru ale musela být zpevněna dodatečnými nosníky. Ponechána byla pro případ, kdyby bylo přeci jen rozhodnuto o obnově stavby. Odstraněna byla až v souvislosti s výstavbou mostu nového v roce 1960 a po patnáct let tak tvořila memento války přímo ve středu metropole.

### Obnova nového mostu
V roce 1959 bylo rozhodnuto o konečné obnově mostu. Hodně se diskutovalo o tom, zda přestavět starý most do původní podoby, nebo postavit zcela nový objekt. Byly zvažovány tři varianty rekonstrukce: obnova řetězového mostu, stavba trámového nebo visutého mostu. Stanovený odhad na obnovu historické stavby se pohyboval na dvojnásobku ceny za Markétin most.
Vzhledem k omezeným finančním možnostem země po druhé světové válce byl obnoven v modernistickém stylu. Vláda toto oznámila na svém zasedání dne 15. října 1958. Druhým důvodem byla potřeba moderního a širokého přemostění v uvedené lokalitě, které by dokázalo zvládnout nápor rostoucí motorizace. Nový zavěšený most měl mnohem vyšší kapacitu, než původní stavba, která měla šířku jízdní dráhy pouhých 11 metrů. Projekt vypracoval architekt Pál Sávoly, který předtím detailně studoval obdobně přestavěný most Mülheimer Brücke v Kolíně nad Rýnem.
Stavební práce byly zahájeny v roce 1961. Probíhaly nejprve tak, že byly na obou březích řeky vystavěny oba stožáry znovu, poté byla zavěšena lana mezi nimi a následně po umístění lan nosných byla umístěna nad Dunajem mostovka. Užity byly také říční bagry. Dne 15. července 1964 byla položena poslední část mostního pole. Zátěžová zkouška byla provedena v listopadu 1964 navezením tramvají a autobusů na celé zavěšené pole mostu. Veškeré práce byly dokončeny v roce 1964. Původní termín otevření stavby na 7. listopadu (výročí říjnové revoluce) se ale nepodařilo dodržet.
Slavnostní otevření dne 21. listopadu přenášela živě maďarská státní televize a účastnil se ho značný počet lidí. Jednalo se o poslední most v hlavním městě, který byl po válce zničen a musel být obnoven.
Stavba byla v provozu jak pro silniční dopravu, tak i pro tramvaje. Tramvajová doprava zde byla v roce 1973 přerušena, mimo jiné i z toho důvodu, že těžké tramvajové vozy způsobovaly praskliny hlavního zavěšeného nosníku. Odstranění tramvají bylo možné i díky výstavbě linky metra M2, která Dunaj podchází o něco severněji. Tramvajové těleso bylo sneseno roku 1975 a vozovka byla zrekonstruována. Přibyly také nové jízdní pruhy, nyní tři v každém směru. Most získal také nový nátěr. Jeho barva byla velmi světle šedá (nikoliv zcela bílá), což bylo dáno především vrstvami nátěru. Oprava mostu probíhala ve fázích, kdy byla vždy alespoň jedna část stavby průjezdná pro individuální automobilovou dopravu.
Kvůli mostu a především mimoúrovňovým křížením jak na budínském tak na pešťském břehu bylo nezbytné snížit rychlost a přestavět obě předmostí tak, aby provozu na mostu odpovídaly. Zatímco na západní straně byl na takové křížení dostatek prostoru, na straně východní byl most zaústěn přímo do souvislé městské zástavby.
Další renovace stavby byly provedeny v letech 1985, které zahrnovaly nový nátěr a úpravu zábradlí, dále v roce 1990, kdy byla provedena obnova asfaltu a další stavební práce, v roce 1992, v roce 1997 (ochrana kabelů a nosníků), v roce 1998 (např. nanesení protikorozní ochrany, nový nátěr) apod. Stav mostu ovlivňuje především vysoké dopravní zatížení a teplotní rozdíly mezi letními a zimními měsíci.
V květnu 2002 byl na dva dny uzavřen demonstranty podporujících Viktora Orbána v souvislosti s maďarskými volbami. Protestující odsud byli vyhnáni; souhlasili s opuštěním mostu poté, co byly hlasy ve volbách přepočítány.
V roce 2004 byl v souvislosti se vstupem země do EU vyzdoben vlajkami členských států EU.

## Doprava
V současné době je most využíván výhradně silniční dopravou, převážně automobilovou, nicméně na budínské i na pešťské straně jsou autobusové zastávky (Döbrentei tér a Március 15. tér). Dva krajní pruhy jsou vyznačené jako tzv. buspruhy, tedy pouze pro autobusy.

## Obraz v umění
Most byl vyobrazen na minci v hodnotě 50 fillérů v roce 1969, na poštovní známce v hodnotě 1 forintu a na známce v hodnotě 10 HUF z roku 1964. V muzeu v Mnichově se nachází detailní model mostu.
Most byl po dlouhou dobu ve stylizované podobě používán jako logo maďarské státní televize.